# Hesperapis carinata
Hesperapis carinata är en biart som beskrevs av Stevens 1919. Hesperapis carinata ingår i släktet Hesperapis och familjen sommarbin. Inga underarter finns listade i Catalogue of Life.